# Мардале
Мардале (рум. Mardale) — село у повіті Олт в Румунії. Входить до складу комуни Вулпень.
Село розташоване на відстані 167 км на захід від Бухареста, 29 км на захід від Слатіни, 19 км на північний схід від Крайови.

## Населення
За даними перепису населення 2002 року у селі проживали 60 осіб, усі — румуни. Усі жителі села рідною мовою назвали румунську.